# J-CREWプロジェクト 〜やっぱり海が好き〜
J-CREWプロジェクト 〜やっぱり海が好き〜（ジェイ・クループロジェクト やっぱりうみがすき）は、全日本海員組合と国際船員労務協会が、2012年5月、船員の魅力を中心に船・船員に関する様々な情報を若者に積極的に伝えることを通して、外航日本人船員の人材確保を支援することを目的に立ち上げたプロジェクト。
タレント川島海荷のプロジェクト応援大使就任、全国の全中学高校へのプロジェクトポスター配布、『週刊少年ジャンプ』等への広告出稿、4体のマスコットキャラクターを利用したグッズ作成などを行う。

## 沿革
- 2012年5月 - プロジェクト立ち上げ
- 2012年9月 - 『週刊少年ジャンプ』9月22日号への広告出稿
- 2012年10月 - ホテルマリナーズコート東京でプロジェクト出航式（川島海荷応援大使就任式）を開催
- 2012年11月 - 週刊少年ジャンプ11月26日号への広告出稿
- 2014年 - アイドル航海士海月七海オーディション開始。
- 2015年 - 広報アニメ第一作『やっぱり海が好き』制作
- 2019年4月 - Instagramアカウント開設

## イメージタレント
応援大使
- 初代：川島海荷（2012年 - 2014年）
- 2代目：足立梨花（2014年 - 2016年）
- 3代目：武田玲奈（2016年)

アイドル航海士海月七海
2014年よりオーディションを行い毎年のグランプリ1名を任期1年間で海月七海役としてプロジェクトのイメージタレントに起用し外航船員の啓発活動を行う。
- 初代：兼田いぶき（2014年）
- 2代目：松原杞沙（2015年）
- 3代目：西村彩有里（2016年）
- 4代目：佐東詩織（2017年）
- 5代目：空閑琴美（2018年）

## マスコットキャラクター
声はOVA版のキャスト。
キャプテンなみ丸
声 - 井上和彦
年齢：45歳、生年月日：7月3日、血液型：A型、身長：100cm、体重：1t
広島県呉市出身の外航船船長。クルーを引っ張る熱い情熱を持ちつつ、基本的には穏やかでお茶目な一面もありながら場合によっては信念を貫く熱い性格が出ることもある。チャームポイントはカモメのような眉毛で就寝前のセットを欠かさない。趣味はカラオケ、好きな食べ物は大盛りのカツ丼。
ペギ機関長
声 - 野沢雅子
年齢：48歳、生年月日：2月29日、血液型：O型、身長：50cm、体重：40kg
アラスカ出身のペンギンの機関長。いつもぼんやりして注意力は散漫で間抜けな性格だが、壊れた機械を新品同様に直す技術と器用さを持ち皆から愛される人望の厚さも兼ね備える。温厚な性格だが、好物のアイスクリームを食べられると豹変し手がつけられなくなる。小さな目をコンプレックスとし、目元に青いアイラインを引いている。趣味はアイスホッケー、またインターネットの掲示板にもはまっている。
海月七海（うみづきななみ）
声 - 藤田咲
年齢：20歳、生年月日：7月20日、血液型：B型、身長：163cm、体重非公表
東京都杉並区出身の航海士実習生。持ち前の笑顔と元気で落ち込んだ船員を励ます自称アイドル航海士。手作りの衣装やポシェットを身につけ自意識過剰な面もある。女性船員によるアイドルグループ結成を夢見ており、プロジェクト応援大使に勝手にライバル心を燃やす。学生気分が抜けきっていないせいかギャル用語を用いる。趣味特技はボイストレーニングだが、克服できない重度の船酔いのため未だ披露できずにいる。また漫画も好き。
サニーラダー
声 - 畑中万里江
年齢・生年月日・血液型不詳、身長：32cm（伸縮自在）、体重：32kg（伸縮自在）
天界出身の海の妖精。舵に顔を突っ込んだら取れなくなり運命共同体となってしまった。実は天界の中でもかなり高位の神。舵が太陽のシルエットに見えることからサニーラダーと呼ばれ、船長肩章型のコスチュームを愛用しつつ3人の船員をいつも見守る。好物はドーナッツ、趣味は日向ぼっこ。
OVAオリジナルキャラクター
- ワットソン（声 - 下妻由幸 第1作）
- トゥッカーノ（声 - 杜野まこ 第1作）
- 円仁なぎさ（声 - 湯浅かえで 第2作-） - 機関士を務める七海の商船学校時代の同級生、関西弁を話す。
- 美崎響子（声 - 杉本ゆう 第2作-） - 七海の商船学校時代の教官。
- ディーゼルン（声 - 竹内栄治 第2作-）
- Jキング（声 - 竹内栄治 第3作）

## アニメ『やっぱり海が好き』
教育機関やプロジェクト関連イベント等で頒布される非売品OVAとして「やっぱり海が好き」シリーズを制作。当初はDVD形式で頒布されていたが、2020年にはAmazonプライム・ビデオでの配信も行われた。

### 作品リスト
1. やっぱり海が好き（2015年） - 海月七海が見習い航海士としてコンテナ船に乗務しブラジルまで初めての航海に臨む。
2. やっぱり海が好き2〜友情〜（2017年） - 三等航海士となった七海が自動車専用船に乗務しオーストラリアやパナマ運河を経由し3ヶ月間をかけ世界一周に臨む。
3. やっぱり海が好き3〜七海の夢〜（2019年） - 二等航海士となった七海がクルーズ客船に乗務し香港までの航海で奮闘する。
4. やっぱり海が好き4〜キャプテン七海〜（2020年） - LNG船の船長となった七海がカタールまでの航海に臨み、遭難者の保護や船舶の故障に立ち向かう。終盤は船の豆知識紹介パートを収録。

### 主題歌・挿入歌
オープニング（第1作）・エンディング（第4作）「やっぱり海が好き」
作詞 - やすみ哲夫 / 作曲 - 笠松美樹 /  歌 - 藤田咲
エンディング
「キミの心の海」（第1作）
作詞 - NORIO / 作曲 - 石崎紀彦・NORIO / 編曲 - NORIO / 歌 - ふたり
「海ってサイコー!」（第2作）
作詞 - やすみ哲夫 / 作曲 -　笠松美樹 / 歌 - mao
「明日へYOSORO」（第3作）
作詞 - 中西圭三 / 作曲・編曲 - 中西圭三 / 歌 - 中西圭三
挿入歌（第1作）
「俺たちゃ船乗り」
作詞 - やすみ哲夫 / 作曲 - 笠松美樹 /  歌 - キャプテンなみ丸（井上和彦）
「大きな船に乗ろう」
作詞 - やすみ哲夫 / 作曲 - 笠松美樹 /  歌 - たいよう丸船員

### スタッフ
- 監督 - やすみ哲夫（第1作）、パクキョンスン（第2・3作）、平井峰太郎（第4作）
- 総監督 - やすみ哲夫（第2-4作）
- 脚本 - 清水東（第1作）、相内美生（第2-4作）
- 総作画監督 - 萩原祥子
- 船舶デザイン - 森亜紀子（第1作）
- キャラクターデザイン - 荒牧園美（第1作）、萩原祥子（第2作）
- 美術監督 - 松宮由美
- 色彩設計 - 大野嘉代子
- 編集 - 小峰博美
- 音響監督 - 立石弥生
- 音楽 - 笠松美樹
- プロデューサー - 和田泰・西口なおみ（全作、第1・4作はアニメプロデューサー）、早船健一郎（第1・2・4作 第1作はアニメプロデューサー、第4作は制作プロデューサー）、荒木元道（第3作）、中村和喜（第3作アニメプロデューサー）、天野賢（第4作制作プロデューサー）
- アニメーション制作協力 - SynergySP
- アニメーション制作 - シンエイ動画
- 企画・製作著作 - J-CREWプロジェクト 〜やっぱり海が好き〜 国際船員労務協会会長 佐々木真己（第1-3作）・赤峯浩一（第4作）、全日本海員組合組合員 森田保己